# Tangata parafurcata
Tangata parafurcata là một loài nhện trong họ Orsolobidae.
Loài này thuộc chi Tangata. Tangata parafurcata được Raymond Robert Forster & Norman I. Platnick miêu tả năm 1985.